# Robert Overton
Robert Overton (Easington, Holderness, Yorkshire del Este, Reino Unido,  1609 - Seaton, Rutland, Reino Unido, 1678) fue un destacado soldado, general de división y erudito inglés, Bautista Reformado que apoyó la causa parlamentaria durante la Revolución inglesa y fue encarcelado varias veces durante el Protectorado y la Restauración inglesa por sus fuertes opiniones republicanas.

## Biografía
A medida que las posiciones se endurecieron durante el período anterior a la Revolución inglesa, Robert Overton apoyó la causa parlamentaria. Probablemente fue influenciado por Sir William Constable más tarde para convertirse en regicida.  Al estallar la primera guerra civil inglesa, trató de unirse al ejército de Lord Ferdinando Fairfax, pero no había puestos oficiales disponibles. Se le permitió luchar sin ningún rango definido y se distinguió en la defensa de Hull y en la Batalla de Marston Moor. En agosto de 1645, el gobernador de Pontefract, Thomas Fairfax, III lord Fairfax de Cameron, nombrado vicegobernador de Pontefract por Overton. Poco después de este nombramiento, Overton capturó el Castillo Sandal . Overton fue gobernador en funciones durante el asedio del castillo de Pontefract; se informó que fue desconsiderado con Lady Cutler y se negó a permitir que sir Gervaise Cutler fuera enterrado en la iglesia.
Habiendo ganado una comisión en el Nuevo Ejército Modelo en julio de 1647, se le dio el mando del Regimiento de Infantería del difunto coronel Herbert. Durante los debates políticos dentro del Nuevo Ejército Modelo apareció como miembro del Consejo del Ejército sentado en el comité durante la duración de los Debates de Putney. En marzo de 1648, Fairfax nombró a Overton vicegobernador de Kingston upon Hull. Allí conoció al notable puritano y poeta Andrew Marvell., pero era muy impopular entre la gente del pueblo. Se les conocía por simpatizar con la causa realista cuando en junio de 1648 el alcalde de la ciudad y algunos miembros del ayuntamiento solicitaron su destitución. Las fuentes difieren en cuanto a sus acciones durante la segunda guerra civil inglesa, pero un historiador concluyó que pasó la guerra en Hull, mientras que otro que luchó con Oliver Cromwell en Gales y el norte de Inglaterra, capturando la Isla. de Axholme; que también estaba con  Oliver Cromwell cuando llevaron a Carlos I a la Isla de Wight.

Overton apoyó con entusiasmo el juicio del rey a finales de 1648 y principios de 1649, pero escribió que solo quería que fuera depuesto y no ejecutado. No estaba de acuerdo con otros puntos de la política del primer gobierno de la Commonwealth al publicar su posición en un panfleto titulado " La declaración de los oficiales de la guarnición de Hull para la paz y el establecimiento del reino " y la carta adjunta a Thomas Fairfax, III lord Fairfax de Cameron a principios de enero. La carta deja en claro que apoyó acciones como Pride's Purge si los "Comunes corruptos" detuvieron las reformas del Ejército. Barbara Taft reflejó en las últimas seis páginas de la declaración el caso realizado en la Reclamación del Nuevo Ejército Modelo al Parlamento, cuyo rechazo había provocado la Purga de Pride:
un rápido final del actual parlamento; una sucesión de parlamentos bienales libres con una distribución equitativa de escaños; futuros reyes elegidos por los representantes del pueblo y sin voz negativa; un 'Acuerdo universal y mutuo, ... promulgado y decretado, a perpetuum', que afirma que el poder del parlamento es 'sólo inferior al del pueblo' | Declaración de los Oficiales de la Guarnición de Hull
A medida que las divisiones dentro del Nuevo Ejército Modelo se ampliaron durante el verano de 1649, se extendió el temor de que esa desunión fuera explotada por sus enemigos, Overton emitió una carta en la que dejaba en claro que estaba del lado del Parlamento Rump y los Grandes contra los Levellers .  Cuando estalló la tercera guerra civil inglesa en 1650, acompañó a Oliver Cromwell a Escocia y comandó una brigada de infantería en la batalla de Dunbar, su regimiento también participó en la victoria parlamentaria inglesa en la batalla de Inverkeithing (20 de julio de 1651), donde el coronel Overton ordenó la reserva.  Cuando New Model Army regresó a Inglaterra en persecución del ejército escocés realista invasor, Overton permaneció en Escocia como gobernador de Edimburgo . Ayudó a completar la subyugación de Escocia y comandó una expedición para reducir las fuerzas de guarnición en Orkney . El 14 de mayo de 1652, un parlamento agradecido le votó tierras escocesas con un ingreso anual de 400 libras esterlinas por año. En diciembre de 1652, cuando se llamó al sucesor de George Monck, Richard Deane , el general lo nombró comandante militar de todas las fuerzas inglesas en las tierras altas occidentales con la gobernación de Aberdeen, el rango superior de general de división.

A la muerte de su padre en 1653 regresó a Inglaterra heredando las propiedades familiares en Easington como hijo mayor y heredero. Al mismo tiempo, reasumió sus funciones como gobernador de Hull. Durante 1650, él y su esposa se habían convertido en miembros de la "iglesia": en retrospectiva, consideró la ejecución de Carlos I como un cumplimiento de los fundamentos de las escrituras del Antiguo Testamento tan a menudo citadas en Ezequiel 21: 26-27:
Así ha dicho el Señor DIOS: Quítate la diadema y quítate la corona; esto no será igual: ensalza al humilde y humilla al alto. no seas más, hasta que venga aquel a quien corresponde, y yo se lo daré. " Ezequiel 21: 26-27
con respecto a los humildes y mansos, exorcizados por Dios al "trastocar" el orden establecido. Overton escribió: 

"El Señor ... se ve obligado a temblar y sacudir y volcar y volcar; esta es una dispensación que tiembla y se vuelca". Algunas fuentes promovieron la creencia de que era un quinto monárquico , pero sus puntos de vista parecían haber abarcado varias de las creencias religiosas y agrupaciones políticas de la época y es difícil etiquetarlo como perteneciente a un solo grupo. Alabó la disolución de Cromwell del Parlamento de Rump en junio de 1653, pero posteriormente se desilusionó, sospechando de Cromwell como más dictador que Lord Protector . Aunque sus cartas a Cromwell siguieron siendo cordiales, durante los primeros años del Protectoradoparece haberse inclinado más a distanciarse del Lord Protector, aconsejando una disminución con la velocidad de la reforma. Cromwell le informó que podía mantener su posición en el ejército siempre que prometiera renunciar a su cargo cuando ya no pudiera apoyar las políticas del Protectorado. En septiembre de 1654 regresó a su mando en Escocia, a una distancia convenientemente larga del Cuartel General de Londres. Allí planeó un golpe de estado; en diciembre de 1654, Overton fue arrestado y encarcelado en la Torre por su participación en la autodenominada "Revuelta de Overton". Se alegó que se encontró un verso escrito a mano por Overton entre sus papeles:

¡Un protector! ¿Qué es eso? Es una cosa majestuosa
Que se confiesa el mono de un Rey;
Un César trágico actuado por una corona,
O un cuarto de latón estampado con una especie de corona;
Una chuchería que brilla, un grito fuerte sin lana,
No Perillus ni Phalaris , sino el toro ;
El eco de la monarquía hasta que venga
La culata de un barril en forma de tambor;
Una pieza falsificada que se muestra rígidamente
A efigies de oro con nariz de cobre;
La sombra fantástica de una cabeza soberana,
Los de armas reales invertidos y, en cambio, desleales;
En fin, es alguien a quien podemos llamar Protector,
¡De quien el Rey de Reyes nos proteja a todos! "

Fue acusado de planear una insurrección militar contra el gobierno y de conspirar para asesinar a Monck. No está claro qué tan involucrado estaba en la trama, pero era un buen amigo de Monck en ese momento, por lo que era poco probable que estuviera involucrado. Pero cualquiera que sea su posición real, se consideró demasiado indulgente con sus "oficiales descontentos" al sancionar sus reuniones y había pruebas de que mantuvo reuniones con John Wildman , un incorregible conspirador de los niveladores, dispuesto a utilizar a cualquiera para derrocar al gobierno. Más tarde, mientras estaba en la Torre de Londres , escribió a otros informándoles de los planes de Wildman. En ese momento, un compañero de prisión escribió sobre Overton: "Era un gran independiente, civilizado y decente, un erudito, pero un poco pedante". En 1655 Cromwell estaba lo suficientemente convencido de su culpabilidad como para que lo destituyera de la gobernación de Hull y confiscar las tierras que le había otorgado el Parlamento en Escocia y devolverlas al Alexander Leslie, I Conde de Leven, el propietario, antes de que fueran secuestradas.

Overton permaneció encarcelado en la Torre hasta marzo de 1658, cuando lo trasladaron al castillo de Elizabeth en la isla de Jersey . Barbara Taft menciona que "no es improbable que el respeto por la capacidad de Overton y el miedo a su atractivo como líder de la oposición hayan jugado un papel importante en su encarcelamiento".  Después de la muerte de Cromwell y la reinstalación de la Commonwealth , Grizelle, su hermana, su esposa Anne, su hermano y muchos republicanos, presentaron su caso al Parlamento, el 3 de febrero de 1659, junto con cartas del amigo cercano de Overton, John. Milton . Overton y John Milton probablemente se conocieron desde un momento temprano en sus carreras en St Giles , Cripplegate., donde se mudaron y vivieron durante un tiempo. Milton consideró a Overton un erudito y lo celebró a él y sus hazañas en su "Defensio Secundo" escribiendo:
"... unido a mí estos años pasados en una amistad más que fraternal y afecto, tanto por la similitud de nuestros gustos como por la dulzura de tus modales".
Milton también incluyó a Overton en su lista de "doce apóstoles de la integridad revolucionaria".
Después de escuchar su caso el 16 de marzo de 1659, el Parlamento ordenó la liberación de Overton y declaró ilegal su encarcelamiento. El regreso de Overton fue calificado como "su mayor triunfo político; una gran multitud, con ramas de laurel, lo aclamó y desvió a su entrenador del camino planeado". En junio de 1659 fue restaurado a un mando y además compensó sus pérdidas.  Carlos II de Inglaterra le escribió prometiéndole perdón por su deslealtad pasada y lo recompensó por sus servicios al efectuar la restauración. Overton fue nombrado gobernador de Hull y nuevamente fue impopular, muchos se refirieron a él como "Gobernador Overturn", debido a su asociación con la Quinta Monárquica que usaba la frase liberalmente. Esta percepción fue reforzada por los sermones de John Canne., un conocido quinto predicador monárquico en el regimiento de Overton en Hull.  El 12 de octubre de 1659 fue uno de los siete generales de división a quienes el Parlamento otorgó el gobierno del ejército hasta enero de 1660.
A principios de 1660, la posición de Overton comenzó a diferir de la de Monck, ya que no apoyaba el regreso de  Carlos II de Inglaterra , pero él y sus oficiales se negaron a ayudar a los generales Lambert y Fleetwood . Buscando mediar publicó una exhortación a ellos para mantener la causa del Señor, titulada "El humilde consejo curativo de RO" La ambigüedad implícita en su conducta descrita en cartas a las tropas estacionadas en Yorkshire causó mucha vergüenza a Monck. Como resultado, Monck solicitó a Lord Thomas Fairfaxordenarle que tome cualquier orden que le diera. El 4 de marzo de 1660, un día después del arresto de Lambert, Monck ordenó a Overton que entregara su mando a Fairfax y fuera a Londres. Overton planeó una posición, pero debe haber visto que la derrota habría sido inevitable. El desafecto de Hull por él y alguna división entre la guarnición hicieron que se dejara reemplazar por el hijo de Thomas Fairfax, III lord Fairfax de Cameron, Charles Fairfax. La guarnición de Hull comenzó la guerra civil inglesa como la primera ciudad en resistir a Carlos I de Inglaterra y fue una de las últimas en aceptar a su hijo Carlos II de Inglaterra. Después de 1642, ningún monarca pondría un pie en Hull durante más de 200 años.
Overton era independiente y republicano. Fue considerado, tal vez falsamente, como uno de los quintos monárquicos, y al primer rumor de insurrección fue arrestado y enviado a la Torre de Londres en diciembre de 1660, donde Samuel Pepys fue a verlo escribiendo en su diario que habían encontrado a Overton. con una gran cantidad de brazos. Pepys registró que Overton le había dicho que las armas fueron traídas a Londres para venderlas.

Overton estuvo brevemente en libertad en el otoño de 1661. Al darse cuenta de que podrían volver a arrestarlo en cualquier momento, dedicó un tiempo a arreglar sus asuntos financieros y personales. Emitió una serie de escrituras para hacer provisiones para su madre, su esposa y su familia y evitar la confiscación de sus bienes por parte de la Corona. La mayoría de sus propiedades fueron vendidas a su familia, a sus hijos Ebenezer y Fairfax y su hija Joanna, y amigos cercanos. Los últimos documentos fueron ejecutados el 7 de noviembre de 1661 y el 9 de noviembre de 1661 fue enviado al castillo de Chepstow . Logró un breve intervalo de libertad, pero fue nuevamente arrestado el 26 de mayo de 1663 por "sospecha de prácticas sediciosas y por negarse a firmar los juramentos o dar seguridad". Como Andrew Marvell , el satírico inglés, escribió en una carta a John Milton:
"El coronel Overton [era] uno de esos republicanos firmes a quienes Cromwell no pudo conciliar y estaba bajo la necesidad de seguridad". 
En 1664 el gobierno lo envió a Jersey, la segunda vez que lo habían encarcelado allí y esta vez sería durante siete años. Durante este tiempo, se le permitió salir a la isla, lo que no era infrecuente para los presos políticos de alto rango. Overton pasó los años de su encarcelamiento en el castillo de Mont Orgueil tratando de establecer su libertad. En un manuscrito de 370 páginas de cartas, meditaciones y poesía a la memoria de su amada esposa y sobre temas religiosos estaba el manuscrito "Observaciones de Gospell y manifestaciones religiosas, etc.",  Permaneció prisionero en Jersey hasta principios de diciembre de 1671 cuando fue entregado a su cuñado mediante una orden firmada por Carlos II.Rutland .
El testamento de Overton está fechado el 23 de junio de 1678, a la edad de 69 años, Nan Overton West registra que fue enterrado el 2 de julio de 1678 en el cementerio de Seaton , con vistas al valle de Welland y al castillo de Rockingham, mientras que Barbra Taft escribe que fue enterrado en el cementerio nuevo de Moorfields, Londres.

## Genealogía
Overton nació en Easington Manor en Holderness , Yorkshire alrededor de 1609.  Su padre fue John Overton (~ 1566-1654)  y su madre Joan (de soltera Snawsell).  Era el mayor de cinco hermanos: Robert, Frances, Germaine, Griselle (Griselda) y Thomas.  Su educación se completó en Gray's Inn, donde fue admitido el 1 de noviembre de 1631. 
Overton se casó con Anne Gardiner  (una londinense, nacida alrededor de 1613) en la Iglesia de San Bartolomé el Menor en Smithfield , Londres el 28 de junio de 1632.  La familia de Anne también eran extremistas, republicanos que probablemente estaban conectados por matrimonio con El coronel John Rede o el coronel Thomas Reade; ambos estaban vinculados a los debates del Quinto Monárquico y del Nivelador; también siguieron la secta anabautista. Se desconoce si descienden de Robert Rede, también llamado Reade, obispo de Chichester (muerto en 1415), cortesano de Ricardo II.
Anne Gardiner, o posiblemente Gardner, pueden haber sido de la misma familia mencionada en el artículo de John Rees. Los Overton tuvieron doce hijos, Samuel, John, Robert, William, Jeremie, Fairfax y Ebenezer e hijas: Alatheia, Dorcas, Elizabeth, Anne y Joanna John (bautizado en St Giles Cripplegate, Londres, el 17 de julio de 1635) y Joanna (nacida en 1650). John era su hijo mayor, se casó con Constance, la hija de Sir Francis Monkton de Howden, Knight. Tuvieron hijos Constance, Jane, Marie y Ann. John cayó en desgracia cuando dejó a su esposa y se casó con Mary o Margaret Monckton, que era la hija de Sir Francis y Margaret Monckton de Kent. Pasaron a tener varios hijos más. "Esto no está claro. ¿Se casó con alguien antes o después de Constance Monkton?" La finca de Easington pasó a John cuando Robert fue encarcelado por segunda vez, para evitar que la corona la secuestrara. Dos contratos de arrendamiento a John con fecha 1 de noviembre de 1661 y 7 de noviembre de 1661, pusieron la propiedad en arrendamiento a John por 99 años, y el beneficio final de Ebenezer (Benjamin) y Fairfax, los únicos otros dos hijos vivos en ese momento. Por eso no se menciona a Juan en el testamento de su padre.
El pasillo sur de la Iglesia de Todos los Santos en Easington contiene The Lady Chapel. Sobre el Altar hay un monumento fechado en 1651 que fue colocado allí por el mayor general Robert Overton en memoria de sus padres, "el fallecido pero nunca dividido John Overton y su esposa Joan".
El tataranieto de Overton, John Overton (1766-1833) fue juez en el Tribunal Superior de Tennessee entre 1804 y 1810. El tataranieto de John, Richard Overton (n. 1906) de Austin , Texas es un supercentenario , quien se cree que es el hombre vivo más viejo, así como el veterano más viejo de la Segunda Guerra Mundial en los Estados Unidos .